# فراب (تاجیکستان)
فَراب شهر و جماعتی در غرب تاجیکستان است. در شهرستان پنجکنت در استان سغد جای دارد. این جماعت جمعیتی برابر با ۶۱۸۸ تن دارد.